# Sessera
El río Sessera es un río del norte de Italia, afluente por la derecha del río Sesia y que discurre por la región del Piamonte. Tiene una longitud de 35 km y una cuenca hidrográfica de 189 km².

## Curso del río
El Sessera nace cerca del Monte Bo y desciende el valle homónimo hasta Borgosesia, donde desemboca en el Sesia.

## Principales afluentes
Los principales afluentes del Sessera son:
- torrente Dolca,
- torrente Ponzone,
- torrente Strona di Postua.